# 日詰正文
日詰正文（ひづめ まさふみ、1965年7月20日 - ）は、日本の言語聴覚士、作家。教員免許を所持している。長野県千曲市出身、安曇野市在住。1988年金沢大学文学部行動科学科卒業。1989年金沢大学教育学部特殊教育特別専攻科言語障害児教育コース修了。

## 人物
- 身長180cm、体重80kg、血液型はAB型である。
- 大学卒業直後は北陸でミッション系の女子高等学校の教師を一年間していた。アスペルガー症候群の生徒の気持ちが分かる言語聴覚士でもある。
- 長野県で19年間、精神保健センターと併設されている発達障害支援センターで発達障害者のために働いていたが、2007年4月から厚生労働省社会・援護局精神・障害保健課 発達障害対策専門官として働いている。
- 2018年より、国立重度知的障害者総合施設のぞみの園 研究部 部長[1]。

## 著書
共著
- 「発達障害の子どもをもつ親が行なう親支援 ペアレント・メンター入門講座」学苑社, 2011年

編集
- 「対話から始める　脱！強度行動障害」日本評論社，2022年
- 「発達障害支援者のための標準テキスト」金剛出版，2024年